# Meds
Albums de Placebo
Once More with Feeling
(2004) Battle for the Sun
(2009)
Singles
1. Because I Want You
Sortie : 6 mars 2006
2. Song to Say Goodbye
Sortie : 6 mars 2006
3. Infra-Red
Sortie : 19 juin 2006
4. Meds
Sortie : 9 octobre 2006

Meds est le cinquième album de Placebo, sorti en 2006, et le dernier enregistré avec Steve Hewitt en tant que batteur. L'album a été disque de platine en France et en Allemagne et disque d'or au Royaume-Uni.

## Historique
« Il y a un thème qui émerge : celui de l'anesthésie. L'anesthésie moderne, qu'elle soit médicale, spirituelle ou émotionnelle, dont les gens usent au début du vingt-et-unième siècle pour survivre, pour finir leur journée et se lever le lendemain ».
Comparable à Sleeping with Ghosts dans le fait qu'il reste un album beaucoup moins ésotérique que leurs trois prédécesseurs, Meds (« Médocs ») s'en distingue par le retour d'un son brut et moins feutré aux sons électroniques mais également par son succès mitigé. Placebo se lance ici dans l'utilisation des instruments tels que le violon avec Fiona Brice et réitèrera l'opération pour l'album suivant : Battle for the Sun.

## Liste des titres
Toutes les chansons sont écrites et composées par Brian Molko, Stefan Olsdal et Steve Hewitt.
| Meds  | Meds                                | Meds  | Meds | Meds | Meds | Meds | Meds | Meds | Meds |
| No    | Titre                               | Durée |      |      |      |      |      |      |      |
| ----- | ----------------------------------- | ----- | ---- | ---- | ---- | ---- | ---- | ---- | ---- |
| 1.    | Meds (avec Alison Mosshart)         | 2:55  |      |      |      |      |      |      |      |
| 2.    | Infra-Red                           | 3:15  |      |      |      |      |      |      |      |
| 3.    | Drag                                | 3:22  |      |      |      |      |      |      |      |
| 4.    | Space Monkey                        | 3:52  |      |      |      |      |      |      |      |
| 5.    | Follow the Cops Back Home           | 4:40  |      |      |      |      |      |      |      |
| 6.    | Post Blue                           | 3:12  |      |      |      |      |      |      |      |
| 7.    | Because I Want You                  | 3:22  |      |      |      |      |      |      |      |
| 8.    | Blind                               | 4:02  |      |      |      |      |      |      |      |
| 9.    | Pierrot the Clown                   | 4:22  |      |      |      |      |      |      |      |
| 10.   | Broken Promise (avec Michael Stipe) | 4:12  |      |      |      |      |      |      |      |
| 11.   | One of a Kind                       | 3:20  |      |      |      |      |      |      |      |
| 12.   | In the Cold Light of Morning        | 3:52  |      |      |      |      |      |      |      |
| 13.   | Song to Say Goodbye                 | 3:36  |      |      |      |      |      |      |      |
| 48:25 |                                     |       |      |      |      |      |      |      |      |

| Édition publiée aux États-Unis | Édition publiée aux États-Unis      | Édition publiée aux États-Unis | Édition publiée aux États-Unis | Édition publiée aux États-Unis | Édition publiée aux États-Unis | Édition publiée aux États-Unis | Édition publiée aux États-Unis | Édition publiée aux États-Unis | Édition publiée aux États-Unis |
| No                             | Titre                               | Auteur                         | Durée                          |                                |                                |                                |                                |                                |                                |
| ------------------------------ | ----------------------------------- | ------------------------------ | ------------------------------ | ------------------------------ | ------------------------------ | ------------------------------ | ------------------------------ | ------------------------------ | ------------------------------ |
| 1.                             | Meds (avec Alison Mosshart)         |                                | 2:55                           |                                |                                |                                |                                |                                |                                |
| 2.                             | Infra-red                           |                                | 3:15                           |                                |                                |                                |                                |                                |                                |
| 3.                             | Drag                                |                                | 3:22                           |                                |                                |                                |                                |                                |                                |
| 4.                             | Space Monkey                        |                                | 3:52                           |                                |                                |                                |                                |                                |                                |
| 5.                             | Follow the Cops Back Home           |                                | 4:40                           |                                |                                |                                |                                |                                |                                |
| 6.                             | Post Blue (Dave Bascombe Mix)       |                                | 3:11                           |                                |                                |                                |                                |                                |                                |
| 7.                             | Because I Want You                  |                                | 3:22                           |                                |                                |                                |                                |                                |                                |
| 8.                             | Blind                               |                                | 4:02                           |                                |                                |                                |                                |                                |                                |
| 9.                             | Pierrot the Clown                   |                                | 4:22                           |                                |                                |                                |                                |                                |                                |
| 10.                            | Broken Promise (avec Michael Stipe) |                                | 4:12                           |                                |                                |                                |                                |                                |                                |
| 11.                            | One of a Kind                       |                                | 3:20                           |                                |                                |                                |                                |                                |                                |
| 12.                            | In the Cold Light of Morning        |                                | 3:52                           |                                |                                |                                |                                |                                |                                |
| 13.                            | Song to Say Goodbye                 |                                | 3:36                           |                                |                                |                                |                                |                                |                                |
| 14.                            | UNEEDMEMORETHANINEEDU               |                                | 3:30                           |                                |                                |                                |                                |                                |                                |
| 15.                            | Running Up that Hill                | Kate Bush                      | 3:36                           |                                |                                |                                |                                |                                |                                |
| 55:31                          |                                     |                                |                                |                                |                                |                                |                                |                                |                                |

| 1. | The Death of Nancy Boy (documentaire)                |  |
| 2. | Paroles                                              |  |
| 3. | Twenty Years Live at Wembley 05.11.04                |  |
| 4. | If Only Tonight We Could Sleep (Placebo et The Cure) |  |
| 5. | Galerie de photos du concert au Live 8               |  |
| 6. | Long Division                                        |  |
| 7. | In the Cold Light of Morning (démo)                  |  |
| 8. | I Do (démo)                                          |  |
| 9. | Pierrot the Clown (démo)                             |  |

## Classements et certifications
| Classement musical                           | Meilleure position |
| -------------------------------------------- | ------------------ |
| Allemagne (Media Control AG)                 | 2                  |
| Australie (ARIA)                             | 4                  |
| Autriche (Ö3 Austria Top 40)                 | 1                  |
| Belgique (Flandre Ultratop)                  | 1                  |
| Belgique (Wallonie Ultratop)                 | 1                  |
| Danemark (Tracklisten)                       | 20                 |
| Espagne (Promusicae)                         | 27                 |
| Finlande (Suomen virallinen lista)           | 3                  |
| France (SNEP)                                | 1                  |
| Italie (FIMI)                                | 4                  |
| Norvège (VG-lista)                           | 12                 |
| Nouvelle-Zélande (RIANZ)                     | 24                 |
| Pays-Bas (Mega Album Top 100)                | 10                 |
| Portugal (Associação Fonográfica Portuguesa) | 3                  |
| Royaume-Uni (UK Albums Chart)                | 7                  |
| Suède (Sverigetopplistan)                    | 33                 |
| Suisse (Schweizer Hitparade)                 | 1                  |

| Pays        | Ventes    | Certifications |
| ----------- | --------- | -------------- |
| Allemagne   | 200 000 + | Platine        |
| Autriche    | 10 000 +  | Or             |
| Belgique    | 20 000 +  | Or             |
| France      | 300 000 + | Platine        |
| Royaume-Uni | 100 000 + | Or             |
| Suisse      | 30 000 +  | Platine        |

## Accueil critique
L'album a recueilli dans l'ensemble d'assez bonnes critiques, obtenant un score de 65⁄100, sur la base de 16 critiques collectées, sur Metacritic.
Le webzine Forces parallèles lui donne 5 étoiles sur 5. Le magazine New Musical Express, lui donne la note de 8/10. Le site Sputnikmusic lui donne 4 étoiles sur 5. MacKenzie Wilson, de AllMusic, lui donne 3,5 étoiles sur 5. Razig Rauf, de Drowned in Sound, lui donne la note de 7/10.
Jonathan Keefe, de Slant Magazine, lui donne 3 étoiles sur 5. Joe Tangari, de Pitchfork, lui donne la note de 5,1/10. Le webzine albumrock lui donne 2,5 étoiles sur 5. Dan Raper, de PopMatters, lui donne la note de 4/10.

## Édition spéciale
Dans cette édition, on trouve un livret avec photos et paroles ainsi qu'un DVD comprenant :
- The Death of Nancy Boy : un documentaire, entrevue avec le groupe sur son évolution
- Paroles sur les versions instrumentales des titres de Meds (karaoké)
- Des lives :
  - Twenty Years (Wembley Arena, Londres, le 05.11.04)
  - If Only Tonight We Could Sleep (Placebo et The Cure)
  - Backstage au Live 8 de Versailles (02.07.05)
- Long Division, titre inédit préalablement joué lors de différents concerts de la tournée 2003
- Des démos :
  - In the Cold Light of Morning
  - I Do
  - Pierrot the Clown

## Musiciens additionnels
En plus des trois membres habituels de Placebo, d'autres musiciens interviennent sur Meds, un orchestre à cordes dirigé par Fiona Brice qui a composé les arrangements de cordes pour les chansons Space Monkey, Pierrot the Clown et Song to Say Goodbye :
- Violons : Deborah White, Natalia Bonner, Tom Piggot-Smith, Krista Casperz, Sarah Button, Dave Williams, Lucy Wilkins, Gita Langley, Jessie Murphy, Ellie Stanford
- Altos : Reiad Ceibah, Katherine Shave, Emma Owens, Fiona Griffiths
- Violoncelles : Hellen Rathbone, Vicky Matthews, Ian Burge, Sarah Willson